# Université de Hongik (métro de Séoul)
Université de Hongik (hangeul : 홍대입구 ; hanja : 弘大入口 et officiellement en anglais : Hongik University) est une station, de correspondance entre la ligne 2, de la ligne AREX et de la ligne Gyeongui-Jungang, du réseau du métro de Séoul. Elle est située 165 et 172-10 Donggyo-dong, dans l'arrondissement de Mapo-gu à Séoul en Corée du Sud.
Ouverte en 1984 et devenue station de correspondance en 2010 et 2012, la station est desservie par les rames omnibus des lignes 2 et AREX et elle est desservie par les rames omnibus et express de la ligne Gyeongui-Jungang.

## Situation sur le réseau

Plan du réseau (2023)

Établie en souterrain, Université de Hongik est une station de correspondance  entre la ligne 2, la ligne AREX et la ligne Gyeongui-Jungang, du réseau du métro de Séoul. : 
sur la ligne principale circulaire de la ligne 2, elle est située entre la station Sinchon, en direction de Hôtel de Ville, rotation dans le sens des aiguilles d'une montre sur la section circulaire, et la station Hapjeong, en direction de Hôtel de Ville, rotation dans le sens inverse des aiguilles d'une montre sur la section circulaire ; 
sur la ligne AREX, elle est située entre la station Gongdeok, en direction du terminus nord-ouest Gare de Séoul, et la station Digital Media City, en direction du terminus nord-ouest Yongyu ; 
et sur la ligne Gyeongui-Jungang, elle est située entre la station Gajwa, en direction du terminus  nord-est Munsan, et la station Université de Seogang, en direction du terminus est Jipyeong.

## Histoire
La station Université de Hongik de la ligne 2 est mise en service le 22 mai 1984. Le 29 décembre 2010 elle devient une station de correspondance avec la station de la ligne AREX qui la relie avec l'Aéroport international d'Incheon et le 15 décembre 2012 elle augmente sa correspondance avec l'ouverture de la station sur la ligne Gyeongui-Jungang.

## Services aux voyageurs

### Accès et accueil
Établie à 165 et 172-10 Donggyo-dong, la station dispose de neuf accès, numérotés de 1 à 9. Des escaliers, escaliers mécaniques et ascenseurs permettent les circulations piétonnes entre les différents niveaux. Elle est notamment équipée d'automates pour l'achat de titres de transport. Les quais de la station sont équipés de portes palières.

### Desserte

#### Station ligne 2
Université de Hongik est desservie par les rames omnibus qui circulent sur la ligne 2.

Installations
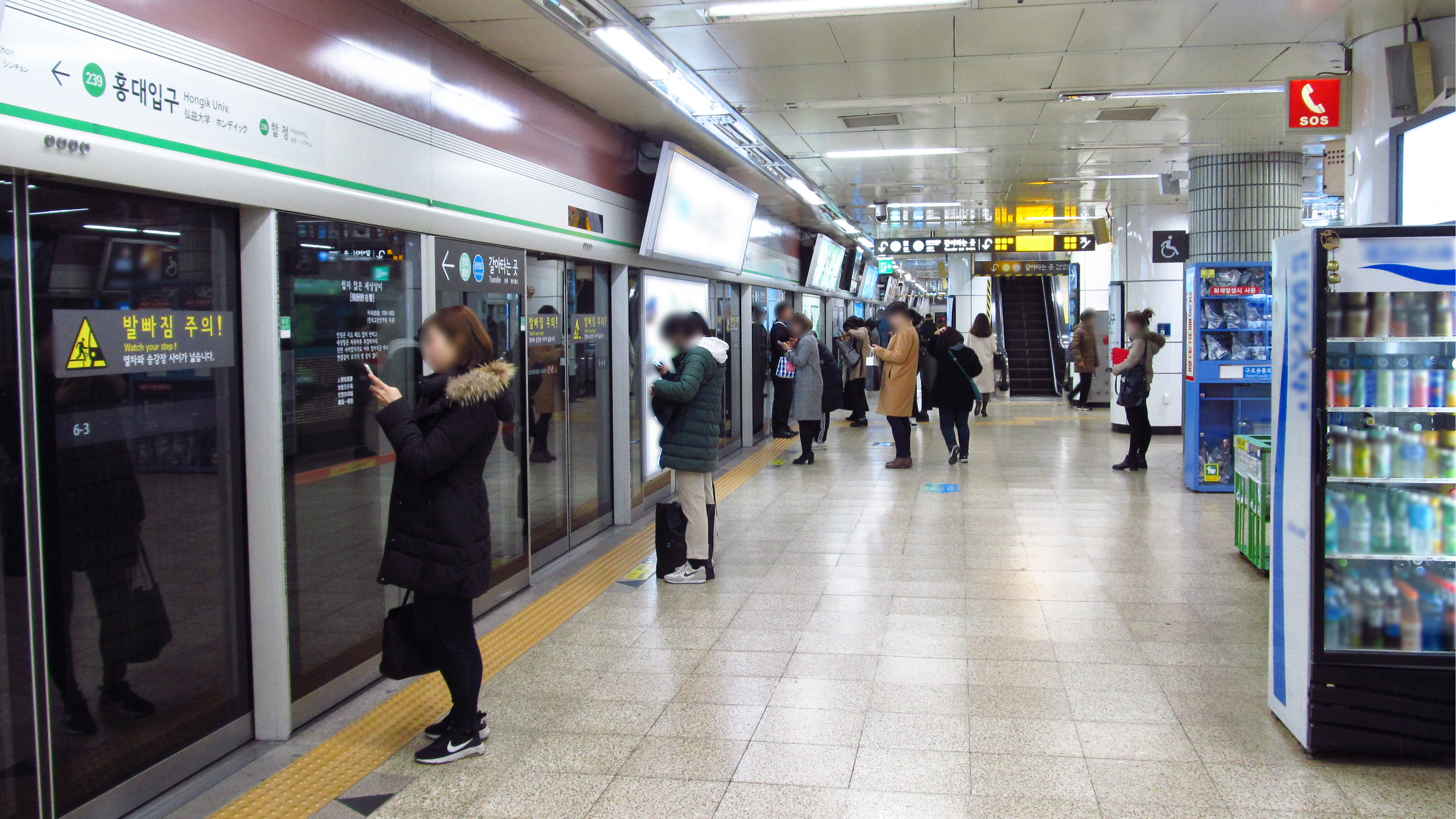
En 2018.
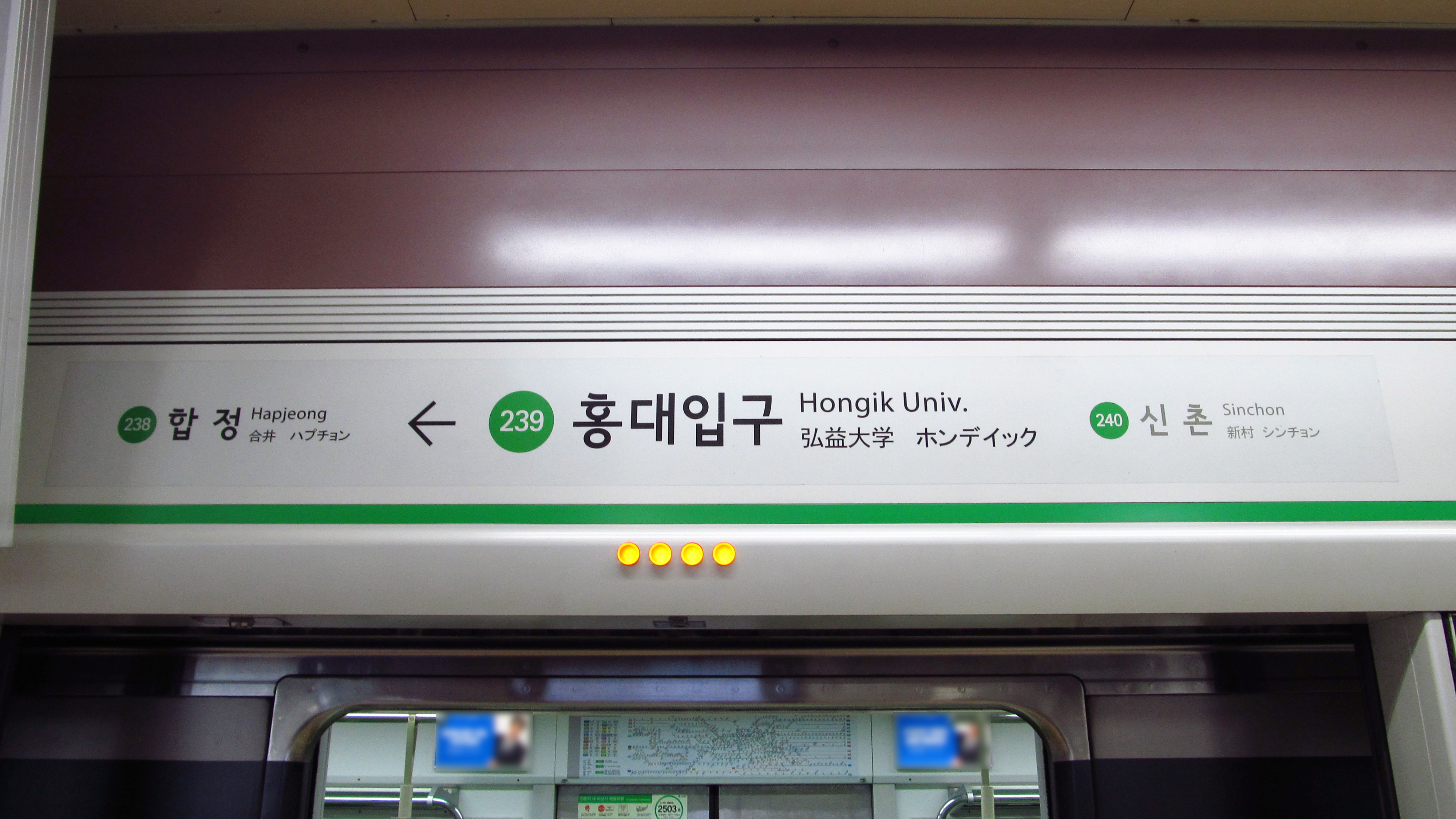
En 2018.
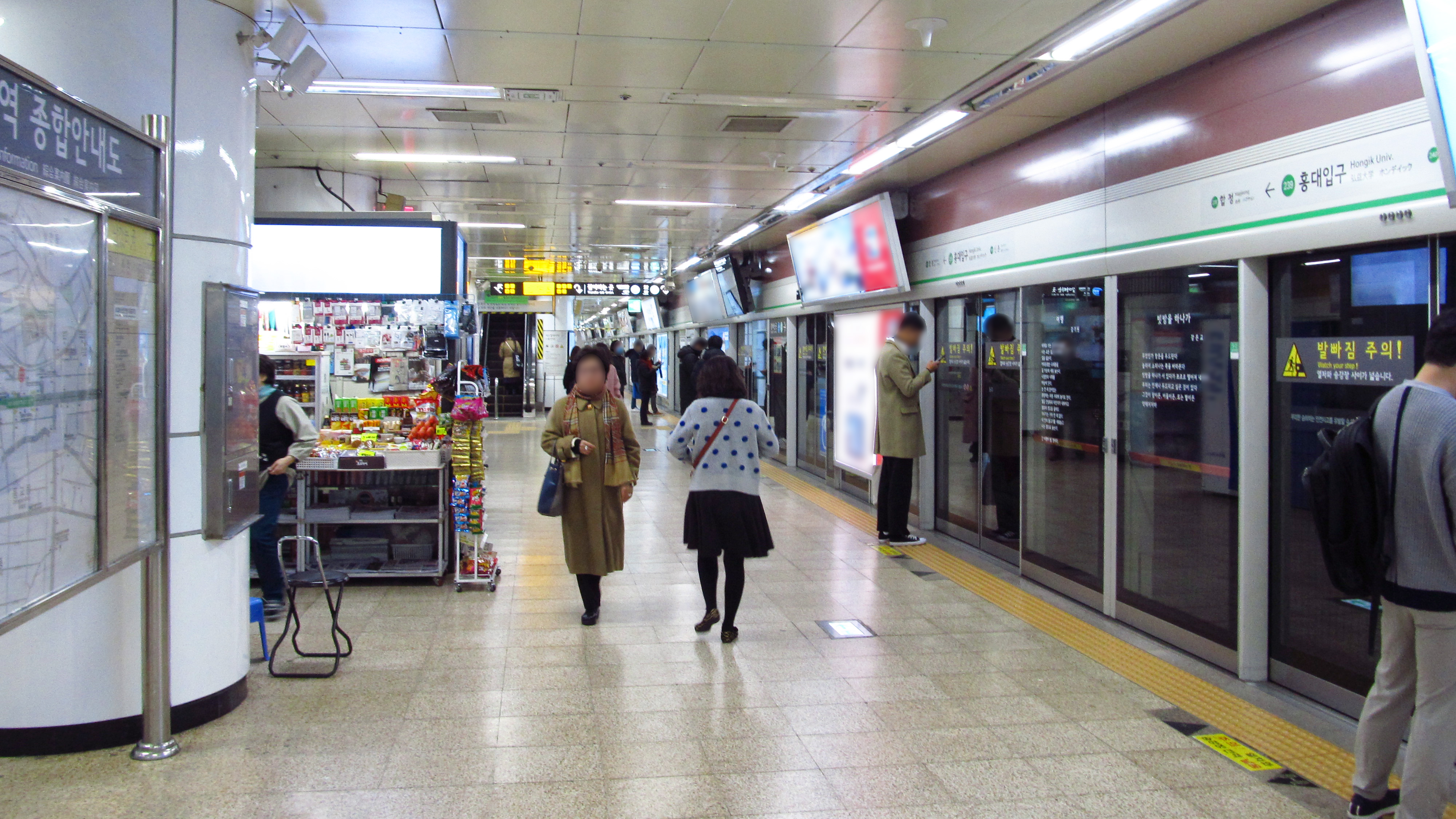
En 2018

#### Station ligne AREX
Université de Hongik est desservie par les rames omnibus qui circulent sur la ligne AREX.

Installations
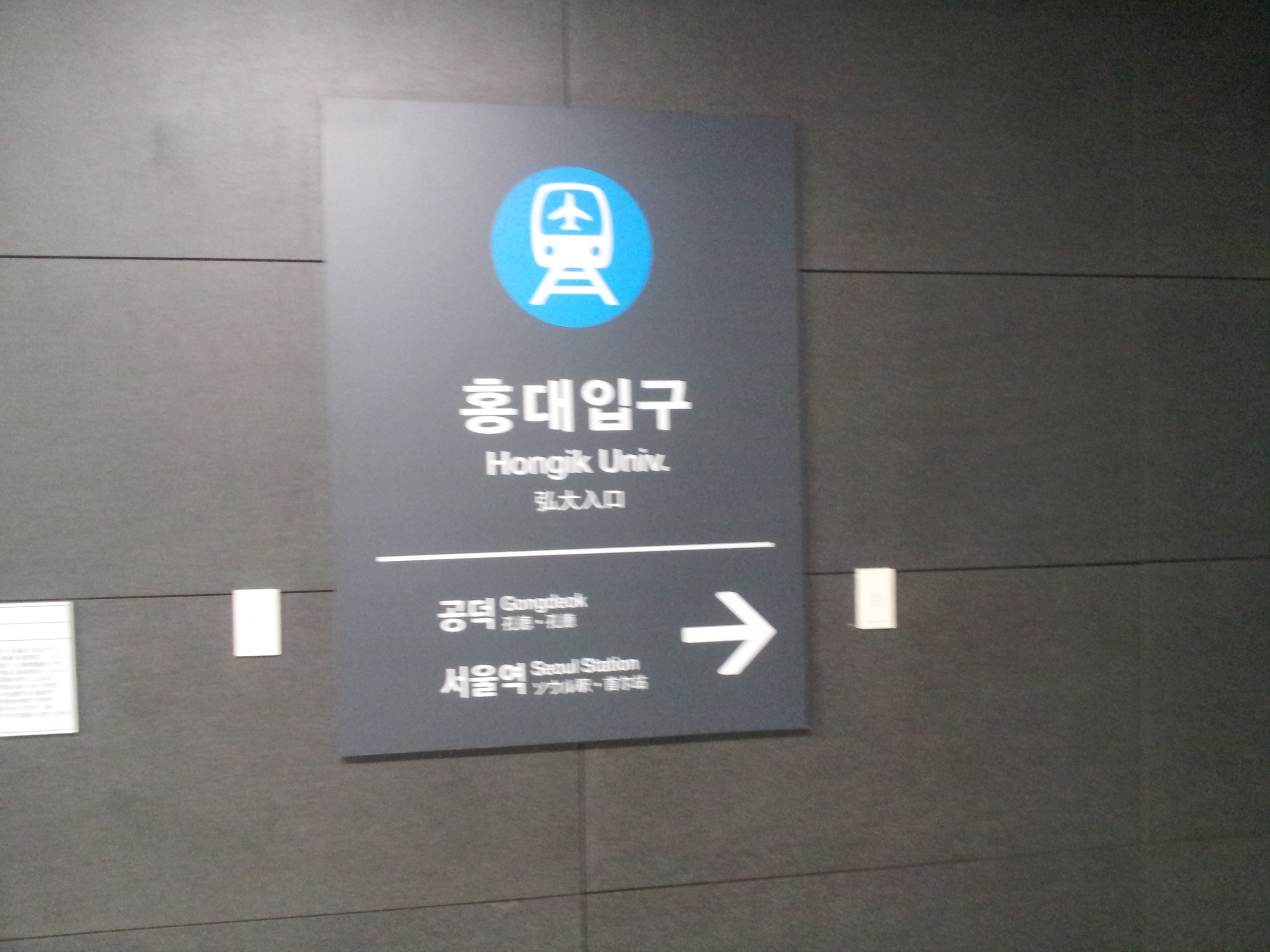
En 2013.
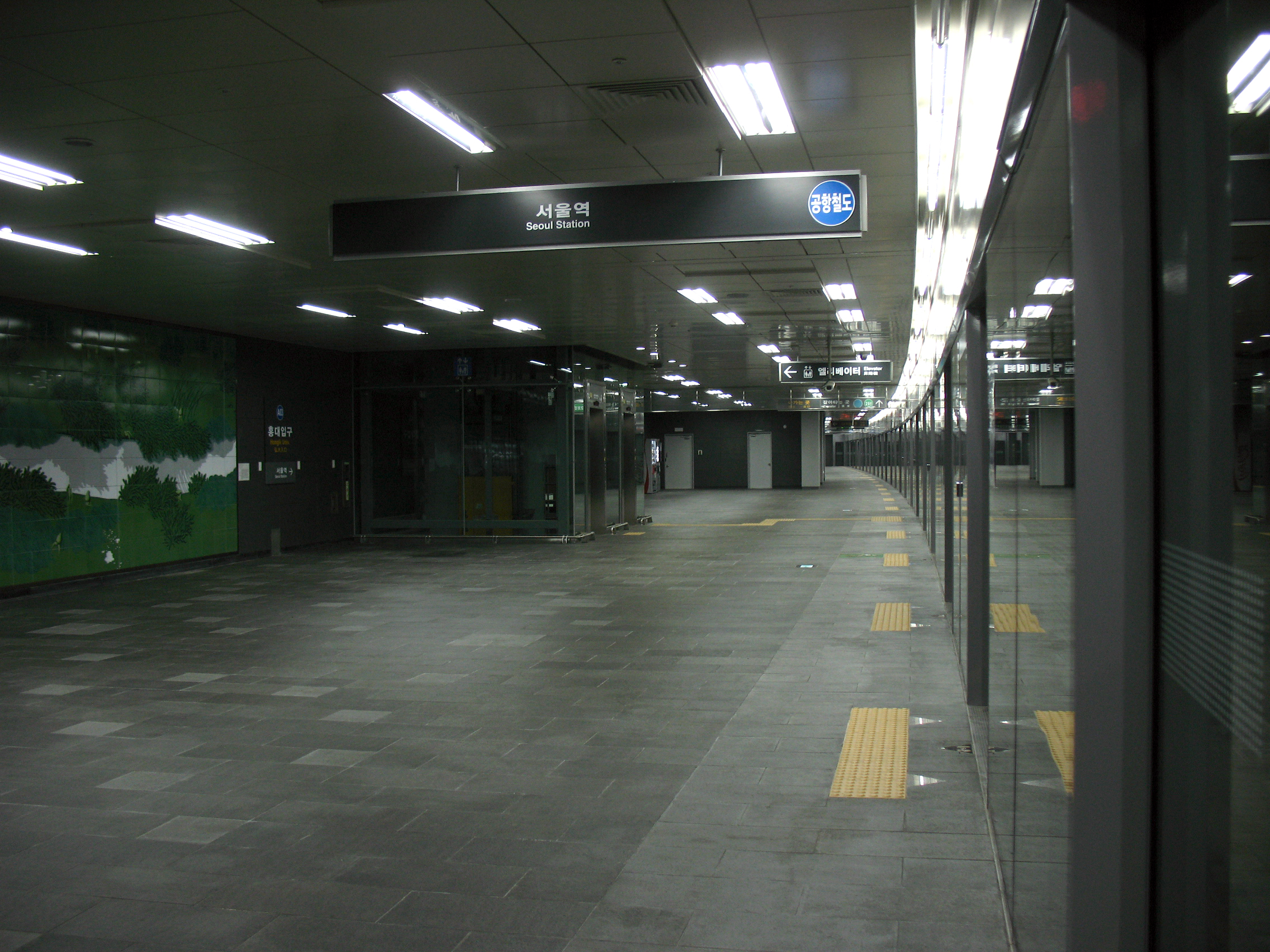
En 2013.

#### Station ligne Gyeongui-Jungang
Université de Hongik est desservie par les rames omnibus et express qui circulent sur la ligne Gyeongui-Jungang.

Installations
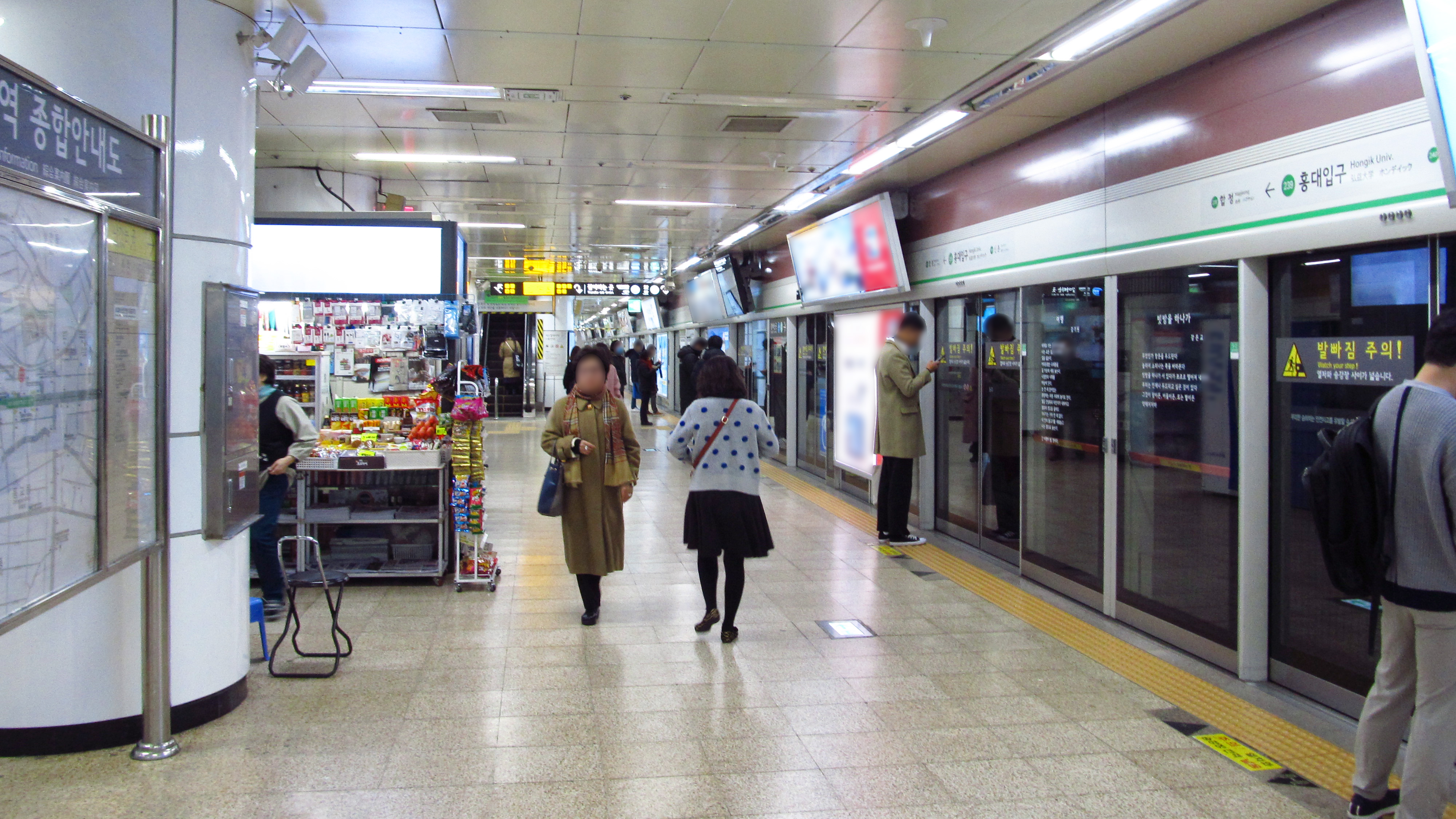
En 2014.
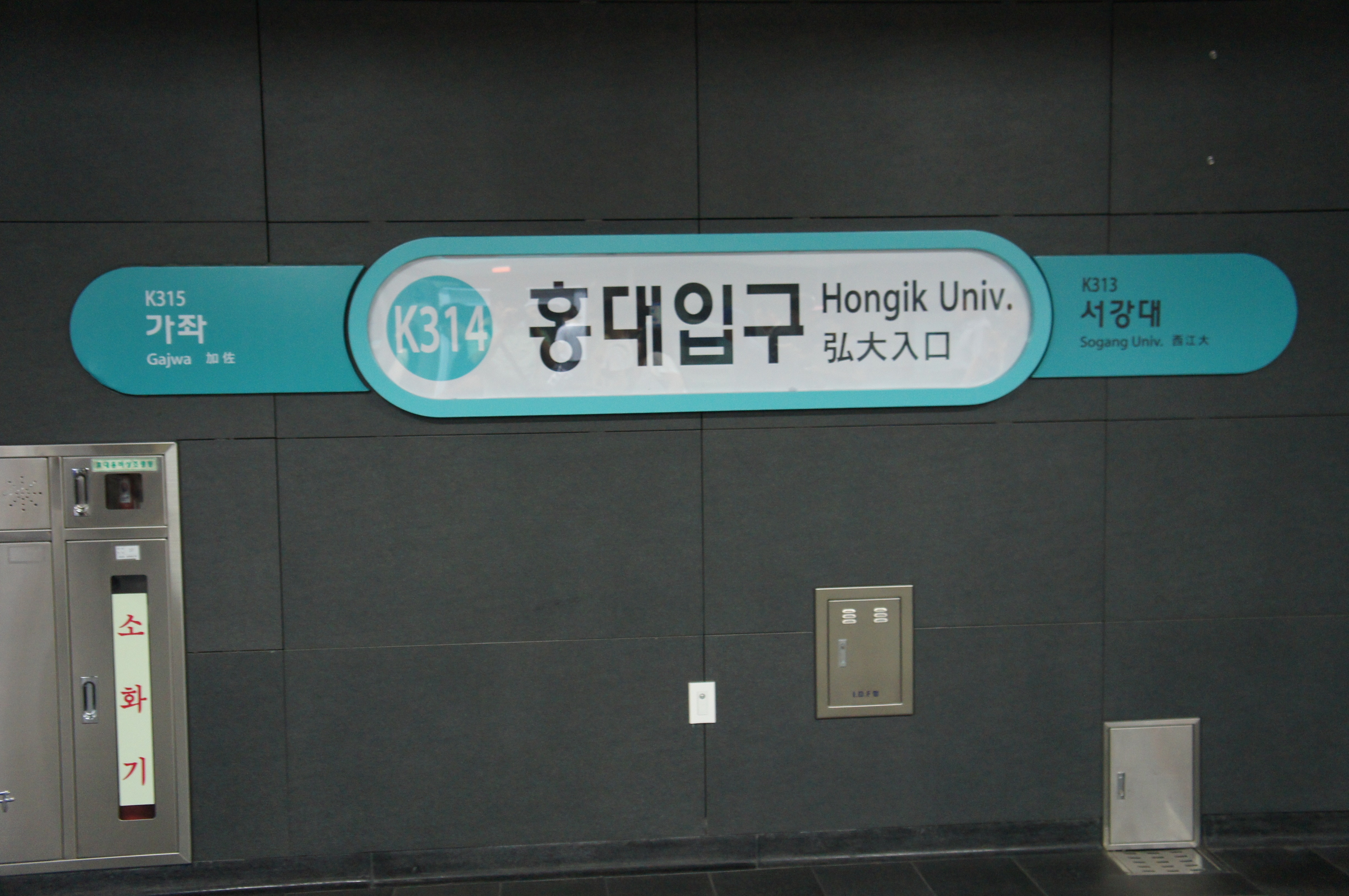
En 2014.
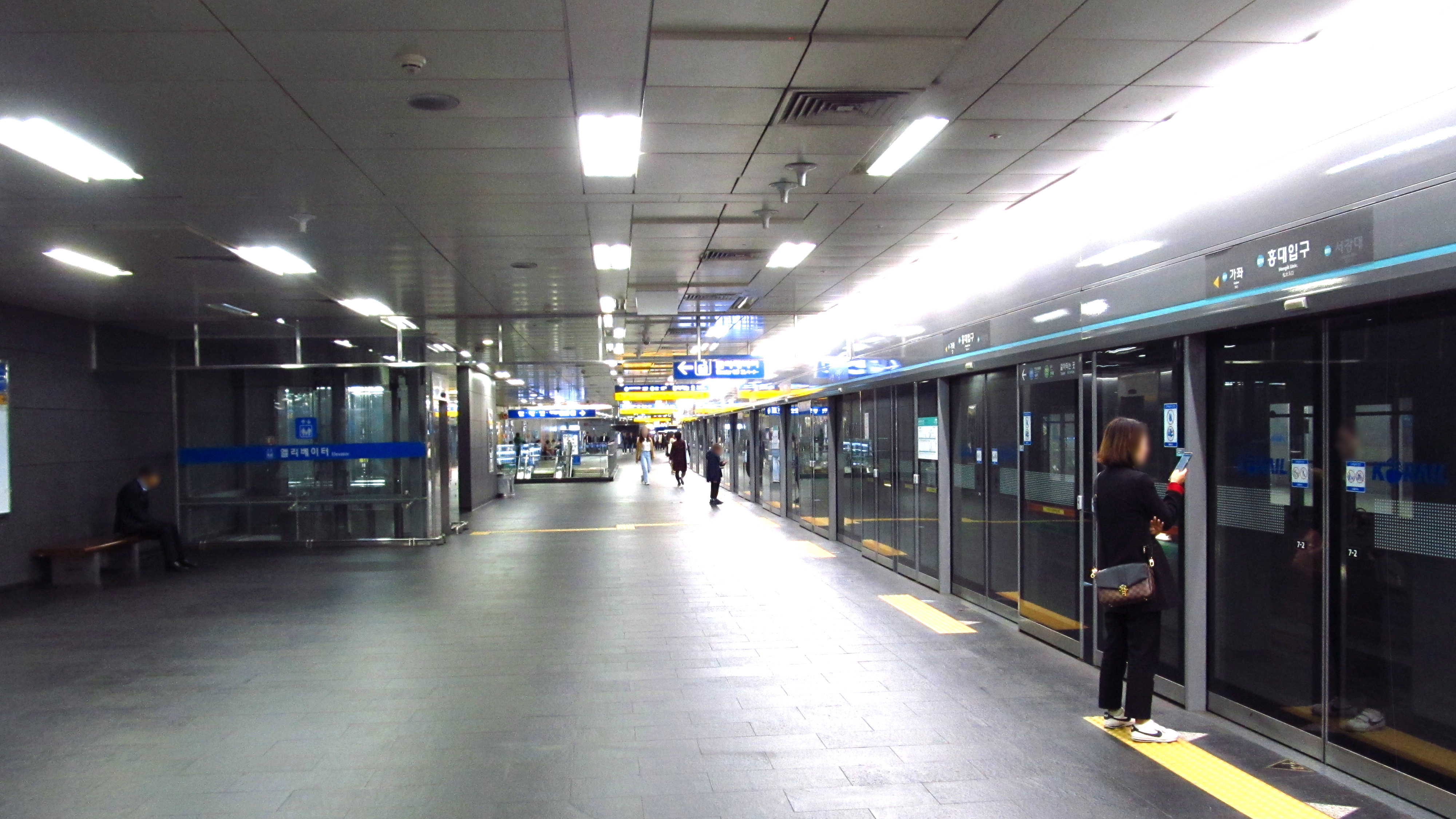
En 2019.

### Intermodalité
Des arrêts de bus urbains sont situés à proximité de certains accès.

## À proximité
Elle dessert notamment l'Université Hongik.